# Ísafjörður
Ísafjörður (etym.: Isfjorden, da.: Isafjord) er en islandsk bygd med 2527 indbyggere (2014) ved Skutulsfjörður, en fjordarm til fjorden Ísafjarðardjúp, Vestfirðir. Byen er kommunen Ísafjarðarbær (3.670 indbyggere 2014). Byen og nabokommunen Eyrarhreppur blev sammenlagt den 3. oktober 1971, under navnet Ísafjarðarkaupstaðar. I 1994 blev Snæfjallahreppur indlemmet i kommunen og året efter Sléttuhreppur. Den 1. juni 1996 blev Ísafjarðarkaupstaður sammemlagt med 5 andre Vestfirðir kommuner : Flateyrarhreppur, Mosvallahreppur, Mýrahreppur, Suðureyrarhreppur og Þingeyrarhreppur, under navnet Ísafjarðarbær.
Ísafjörður var før i tiden islands største lokalitet for krebsefiskeri og er også i dag kendt for sit fiskeri.
Vejtunnelen Bolungarvíkurgöng forbinder fra 2010 Ísarfjörður med Bolungarvík.

## Historie
Bygdens første indvandrer var omkring 920 Helgi Hrólfsson, der også gav fjorden Skutulsfjörður sit navn, da han på dette sted fandt en harpun (isl. skutull) på stranden.
Efter ham bosatte der sig i perioder norske og islandske købmænd. I det 16. århundrede grundlagde tyske og engelske købmænd deres handelsfirmaer. De i den danske handelsmonopolstid opførte huse udgør i dag søfartsmuseet Neðstakaupstað, hvor man blandt andet kan se Islands ældste hus Tjöruhúsið fra 1734. Først i det 18. århundrede forbedredes den almindelige velfærd, da man i Ísafjörður begyndte at salte og tørre klipfisk.
Byen fik sine købstadsrettigheder i 1786, men mistede dem igen i 1866.
I 1914 var der 27 købmandsforretninger i byen.
1889 fik bygden landsdelbibloteket, 1911 Islands første musikskole og 2005 grundlagdes fjernstudiumcentret Háskólasetur Vestfjarðar.

## Turisme og kultur
Fra 1. juni til den 31. august kører der busser fra Akureyri og Reykjavik til Ísafjördur. Der er mulighed for en sejltur til den nærliggende fugleø Vigur og til naturreservatet Hornstrandir.
Byen har mange forretninger, bank, campingplads, hotel, en golfbane, svømmebassin, flere restauranter og en lufthavn med forbindelser til Keflavik.
Ved havnen ligger der tre restaurerede bjælkehuse fra 1700-tallet med Tjoruhus fra 1733 som det ældste. Tjoruhus er i dag restaurant. Turnhus fra 1744 var før i tiden en fabrik til saltning af fisk, men rummer i dag Vestfjordenes Søfartsmuseum. Det tredje hus er Krambud fra 1761. Byens beliggenhed med høje fjelde omkring, lige syd for den Nordlige polarcirkel gør, at man i en periode omkring nytår ikke ser solen. Den 25. januar, når solen atter ses, drikker man solkaffe og spiser pandekager.
Den ved den østlige munding af Skutulsfjörður beliggende fem meter høje fyrtårn Arnarnesviti blev bygget i 1902.
Ísafjörður har sin egen musikskole. Overfor det nye sygehus ligger det gamle sygehus, som nu er et kulturcenter med et bibliotek og kunstudstillinger. Ved hovedgaden Aðalstræti ligger kunstgalleriet Slunkariki, hvor der vises værker af internationale og islandske kunstnere. Værd at se er også den nye okkerfarvede kirke fra 1994 og kirkegården ved siden af.

## Kendte personer fra Ísafjörður
- Ólafur Ragnar Grímsson – Islands præsident fra 1996 til 2016.

## Venskabsbyer
- Roskilde, Danmark
- Joensuu, Finland
- Nanortalik, Grønland
- Tønsberg, Norge
- Linköping, Sverige
- Skáli, Færøerne